# Carrascosa de la Sierra
Carrascosa de la Sierra è un comune spagnolo di 13 abitanti situato nella comunità autonoma di Castiglia e León.